# Зеликов, Филип Дэвид
Филип Дэвид Зеликов (англ. Philip David Zelikow (/ˈzɛlɪkoʊ/) родился 21 сентября 1954) — американский адвокат, дипломат, ученый и писатель. Он работал исполнительным директором комиссии Конгресса по расследованию терактов 11 сентября 2001 года, директором Центра Миллера по связям с общественностью при университете Виргинии и советником Государственного департамента Соединенных Штатов Америки. Он является профессором истории Центра Уайт Баркетт Миллер в университете Виргинии, и был обладателем премии Акселя Шпрингера при Американской академии в Берлине осенью 2009 года.

## Образование
Зеликов получил степень бакалавра истории и политологии (диплом с отличием) в Университете Редлендса, Калифорния, степень доктора юриспруденции — в Юридическом центре Хьюстонского Университета, где он был помощником редактора Юридического вестника. В 1978 году Зеликов стал победителем ежегодного студенческого Национального судебного конкурса. Степень магистра юриспруденции и дипломатии, а также доктора философии в области международных отношений — в Школе права и дипломатии Флетчера при Университете Тафта.

## Карьера

### Академические и правительственные должности
До середины 1980-х годов Зеликов занимался юридической практикой, а затем обратился к сфере национальной безопасности. Он являлся адъюнкт-профессором по вопросам национальной безопасности в Военно-морской аспирантуре в Монтерей, Калифорния в 1984—1985 годах.
Вступил в Государственный Департамент США через стандартный экзаменационный процесс на дипломатическую службу в качестве карьеры гражданского служащего. Как сотрудник дипломатической службы, он служил за границей, на дипломатической миссии США в области контроля над обычными вооружениями переговоры в Вене, в Государственном Департаменте в 24-часовой кризисного центра, и на сотрудников Секретариата за государственный секретарь Джордж П. Шульц, во время Второй администрации Рейгана (1985—1989).
В 1989 году, в период правления Джорджа Буша-старшего, Зеликов был членом Совета национальной безопасности, где он, как старший сотрудник Белого дома, принимал участие в дипломатической деятельности по вопросу объединения Германии и дипломатического урегулирования, сопровождающего окончание холодной войны в Европе. Во время первой войны в Персидском заливе, он помогал Президенту Бушу, советнику по национальной безопасности Бренту Скоукрофту, госсекретарю Джеймсу Бейкеру в дипломатических делах, касающихся коалиции. Совместно с Кондолизой Райс он является автором книги Единая Германия и Преображенная Европа: исследование в дипломатии (англ. Germany Unified and Europe Transformed: A Study in Statecraft) (1995), академическое исследование политики воссоединения.
В 1991 году Зеликов вышел из состава Совета национальной безопасности и начал свою деятельность в Гарвардском университете, где в 1991—1998 годах он являлся доцентом кафедры государственной политики и содиректором Гарвардской Программы разведки и политики при Правительственной школе Кеннеди в Гарварде.
В 1998 году перешел в университет Виргинии, где до февраля 2005 года он руководил крупнейшим в стране центром Американского президентства. Он занимал должность директора Центра Миллера по связям с общественностью. Центр запустил проект по транскрибированию и аннотированию ранее секретных записей, сделанных в ходе президентства Кеннеди, Никсона и Джонсона. В проекте истории президентских выступлений, возглавляемым Джеймсом Стерлингом Янг, систематически собирается дополнительная информация относительно президентства Рейгана, Джорджа Буша-старшего и Клинтона.
В 2005—2007 годах, в период правления Буша-старшего, являлся советником Госдепартамента США. После этого он вернулся к преподаванию в университет Вирджинии. В 2011—2014 годах был руководителем магистратуры искусства и науки в данном университете. Он сыграл важную роль в реорганизации колледжа искусств & наук. В 2011—2013 годах президентом Бараком Обамой был назначен членом президентского консультативного совета по разведке.

### Комиссии и комитеты
В конце 2000 года — начале 2001 года Зеликов участвовал в обеспечении перехода правления к президенту Бушу-младшему. После того, как Джордж Буш вступил в должность, Зеликова был назначен членом Президентского Консультативного совета по внешней разведке [PFIAB], а также являлся членом других оперативных групп и комиссий. Он руководил созданной после выборов 2000 года двухпартийной Национальной комиссией по реформе федеральных выборов под председательством экс-президентов Джимми Картера и Джеральда Форда, наряду с Ллойдом Катлером и Бобом Мишелем. Рекомендации этой комиссии привели к рассмотрению в Конгрессе и введению в силу закона «Помоги Америке проголосовать» 2002 года.
В 2002 году стал исполнительным директором специальной комиссии Маркл по национальной безопасности в информационную эпоху. Специальная комиссия представляет собой разнородную и двухпартийную группу опытных политиков, высших должностных лиц в отрасли информационных технологий, защитников государственных интересов, экспертов в области конфиденциальности, разведки и национальной безопасности, основной задачей которой является выработка рекомендаций относительно использования информации и информационных технологий в целях укрепления национальной безопасности, одновременно с сохранением традиционных гражданских свобод.
В своей книге Rise of the Vulcans (2004), Джеймс Манн сообщает, что, когда Ричард Гаасс, старший помощник госсекретаря Колина Пауэлла и директор политического планирования в Госдепартаменте подготовил проект обзора американской стратегии национальной безопасности после терактов 11 сентября 2001 года, доктор Райс, советник по национальной безопасности, «приказала, чтобы документ был полностью переписан. Она думала, что администрации Буша нужно было нечто более смелое, нечто, что представляло бы более драматический разрыв с идеями прошлого. Райс передала документ для переписки своему старому коллеге, профессору университета Вирджинии Филипу Зеликову.» Одно из критических замечаний относительно данного документа, изданного 17 сентября 2002 года, заключается в том, что он должен был стать важным свидетельством мнимой доктрины упреждающей войны, которой придерживалась администрация Буша. Однако при составлении данного документа Зеликов выступил против предложенного стиля, используя упреждение в контексте борьбы с оружием массого уничтожения.
По рекомендации вице-председателя Ли Г. Гамильтона, Зеликов в 2003 году был назначен исполнительным директором Комиссии 9/11, работа которой включала изучение поведения президентов Клинтона и Джорджа Буша-младшего и их администраций. Бывшая причастность Зеликова к администрации Джорджа Буша-младшего привели к оппозиции со стороны комитета 9/11 Family Steering Committee, ссылавшегося на очевидный конфликт интересов. Председатель-республиканец Комиссии и её демократический заместитель председателя решительно защищали Зеликова, как в период критики, так и после. В ответ на данные опасения, Зеликов согласился отказаться от участия в каком бы то ни было расследовании дел, имеющих отношение к переходу Совета национальной безопасности от администрации Клинтона к администрации Буша, который Зеликов помогал осуществлять.
В 2014—1915 Зеликов помогал руководить субсидируемой фондом Маркла группой видных американских деятелей «Переделаем Америку» (англ. «Rework America»). Группа разработала доводы и идеи о том, как использовать цифровую революцию с целью расширения экономических возможностей для всех американцев. Группа опубликовала свои идеи в книге «America’s Moment: Creating Opportunity in the Connected Age».

### Джордж Буш-младший и его администрация
Роль Зеликова во второй войне в Ираке довольно подробно обсуждается в книге Боба Вудворда State of Denial, которая показывает его в качестве внутреннего критика методов, которыми велась война в 2005 и 2006 годах, и создателя альтернативного подхода, получившего название «очистить, удержать и построить.» В других источниках, таких как The Terror Presidency Джека Голдсмита, он назван внутренним критиком обращения с пленными террористами; большое внимание было уделено его обращению на эту тему, которое он сделал после ухода с должности в апреле 2007 года.
Основываясь на выступлениях и служебных записках, некоторые политологи считают, что Зеликов не соглашался с аспектами ближневосточной политики администрации Буша.
Как советник госсекретаря Райс, Зеликов выступил против «Служебных записок о пытках» (англ. Torture Memos), изданными администрацией Буша. В 2006 году Зеликов написал меморандум, предупреждающий, что надругательства над заключенными посредством так называемых «расширенных методов допроса» могут явиться военными преступлениями. Чиновники администрации Буша проигнорировали его рекомендации и постаралась собрать все копии этой служебной записки и уничтожить их. Джейн Майер, автор книги «Темная сторона» (англ. The Dark Side), цитирует предсказание Зеликова о том, что «падение Америки до пыток будут со временем рассматриваться как японское интернирование» в том, что «страх и боязнь эксплуатируются фанатиками и глупцами».

### Экспертиза
Сфера академической экспертизы Зеликова — история и практика государственной политики. Вдобавок к работе по объединению Германии, он принимал важное участие в современном изучении Карибского кризиса, включая связь между этим кризисом и конфронтацией Восток-Запад в Берлине.
Будучи в Гарварде, он работал с Эрнестом Мэйем и Ричардом Нойштадтом над темой использования и злоупотребления истории в создании политики. Они наблюдали — со слов Зеликова — что «современная» история «функционально определяется теми важнейшими лицами и событиями, которые формируют предположения общественности об их недавнем прошлом. Идея „общественного предположения“ — объясняет он — сродни понятию Вильяма Макнейла об „общественном мифе“, только без негативного подтекста, иногда вызываемого словом „миф“. Подобные предположения 1)являются убеждениями, в истинность которых верят (хотя они могут и не являться несомненной истиной) и 2) разделяются в соответствующих политических кругах.» «
Зеликов и Мэй также явились авторами и организаторами изучения взаимосвязи между анализом сведений разведки и политическими решениями. Позднее Зеликов помог основать научно-исследовательский проект по подготовке и изданию аннотированных расшифровок президентских записей, сделанных тайно в периоды правления Кеннеди, Джонсона и Никсона (см. WhiteHouseTapes.org), а также другой проект по укреплению работы в области устной истории более поздних президентских администраций. Оба проекта имели место на базе Центра Миллера по связям с общественностью при университете Виргинии.
Высказываясь о важности убеждений относительно истории, Зеликов привлек внимание к, как он назвал это, „выжиганию“ или „вылепливанию“ событий, которые приобретают „трансцендентальное“ значение и, следовательно, сохраняют свою силу даже после того, как поколение, пережившее их, уходит со сцены. В Соединенных Штатах убеждения о становлении нации и Конституции сильны по сей день, так же как и убеждения относительно рабства и Гражданской войны в США. Вторая мировая война, война во Вьетнаме и борьба загражданские права являются более недавними примерами.» Он отметил, что «повествовательная сила истории обычно связана с тем, как читатели относятся к поступкам людей в истории; если читатели не могут найти связь с собственной жизнью, то история и вовсе не окажется для них занимательной.»

## Произведения собственные и в соавторстве
Зеликов является соавтором многих книг. Он написал книгу с Эрнестом Мэем «Записи Кеннеди» (англ. The Kennedy Tapes) и с Джозефом Найем и Дэвидом С. Кингом «Почему люди не доверяют правительству» (англ. Why People Don’t Trust Government). Другие его работы:
- Philip D. Zelikow with Condoleezza Rice, Germany Unified and Europe Transformed: A Study in Statecraft Harvard University Press, 1995, hardcover, 520 pages, ISBN 0-674-35324-2; trade paperback, 1997, 520 pages, ISBN 0-674-35325-0
- Philip D. Zelikow with Graham T. Allison, Essence of Decision: Explaining the Cuban Missile Crisis 2nd edition Longman, 1999. 440 pages, ISBN 0-321-01349-2
- Philip D. Zelikow with Ernest R. May, The Kennedy Tapes: Inside the White House During the Cuban Missile Crisis Harvard University Press, 1997, 728 pages, ISBN 0-674-17926-9
- Philip D. Zelikow, American Military Strategy: Memos to a President (Aspen Policy Series) W.W. Norton & Company, 2001, 206 pages, ISBN 0-393-97711-0

## Разное
Зеликов является членом консультативной группы программы глобального развития, Фонд Билла и Мелинды Гейтс.